# Santa Margherita d'Adige
Santa Margherita d'Adige là một đô thị thuộc tỉnh Padova vùng Veneto, tọa lạc khoảng 60 km về phía tây nam của Venezia và cách khoảng 35 km về phía tây nam của Padova. Tại thời điểm ngày 31 tháng 12 năm 2004, đô thị này có dân số 2.308 người và diện tích 12,7 km².
Santa Margherita d'Adige giáp các đô thị: Megliadino San Fidenzio, Megliadino San Vitale, Ospedaletto Euganeo, Piacenza d'Adige, Ponso, Saletto.